# Place du Commissaire Maigret
La place du Commissaire Maigret est une  place du centre de Liège. Elle se situe le long de la rue Léopold et à proximité immédiate de la place Saint-Lambert.

## Odonymie
Depuis 2002, la place rend hommage à Georges Simenon via son personnage de roman le plus connu : le commissaire Maigret. Georges Simenon est né à deux pas de la place, à l'actuel no 24 de la rue Léopold. La création de cette place a abouti après la démolition au début des années 1980 d'immeubles des rues Ferdinand Hénaux, de la Violette, Grande-Tour et Léopold.

## Description
Cette place triangulaire est bordée par quatre rues : la rue Léopold, la rue Grande-Tour, la rue de la Violette et la rue Ferdinand Hénaux. Elle abrite la gare routière Léopold où s'arrêtent les bus du TEC Liège-Verviers. C'est aussi un espace piétonnier et arboré situé au cœur de la cité ardente.

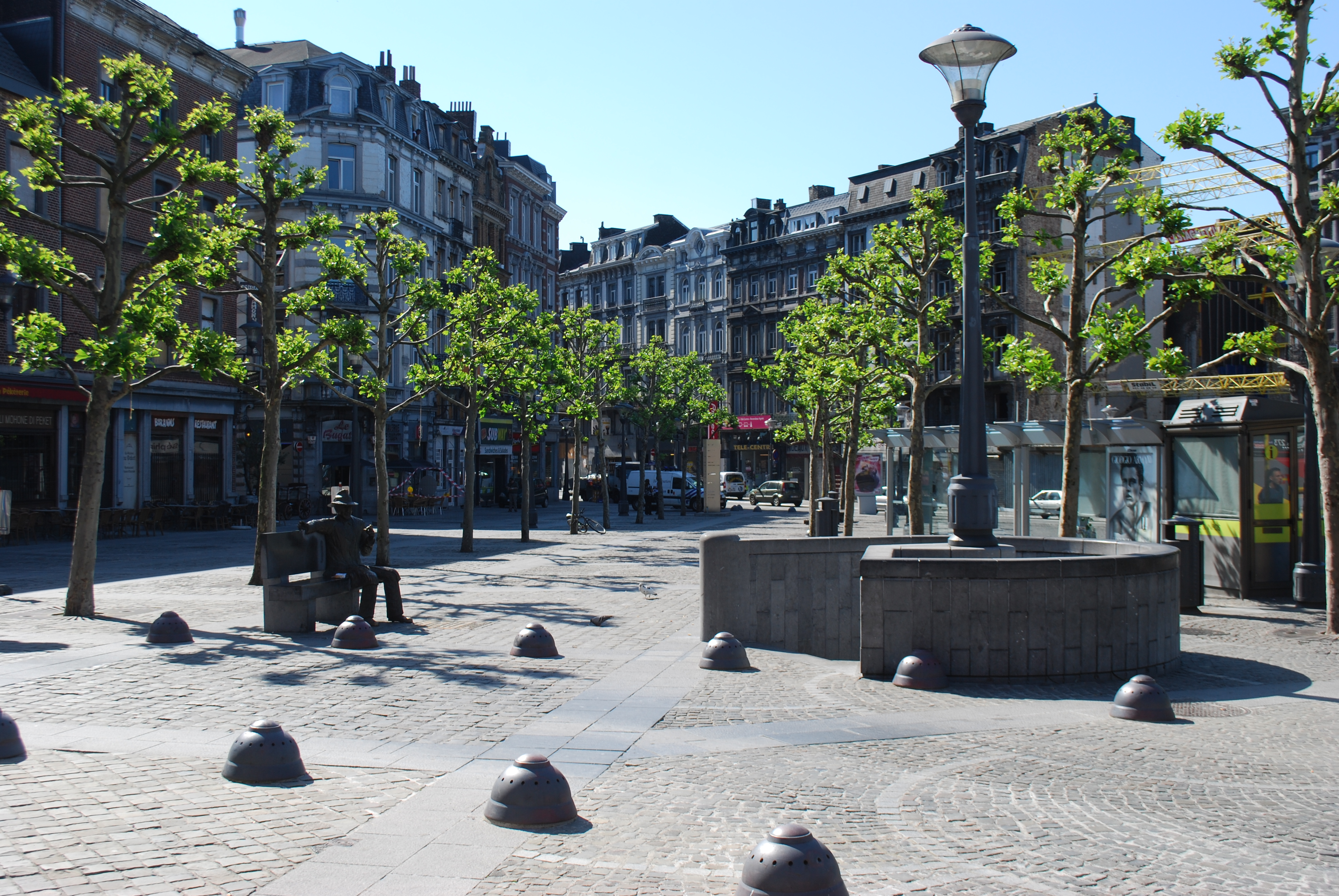

## Curiosité
Le banc du Commissaire Maigret représente ce personnage de Georges Simenon assis sur la partie droite du banc. Cette œuvre a été réalisée par l'artiste local Roger Lenertz. La sculpture en bronze qui a été dévoilée le 13 février 2004 représente le commissaire sous les traits d'un Georges Simenon âgé de 49 ans qui, chapeau sur la tête, sans lunettes et pipe à la main gauche, invite par son bras droit ouvert ses admirateurs à se faire prendre en photo à ses côtés. Le banc est réalisé en petit granit extrait des carrières de Sprimont,. En outre, cette œuvre fait allusion à un roman de Simenon : Maigret et l'Homme du banc.